# Anomalon tisisthenes
Anomalon tisisthenes är en stekelart som först beskrevs av Morley 1926.  Anomalon tisisthenes ingår i släktet Anomalon och familjen brokparasitsteklar. Inga underarter finns listade i Catalogue of Life.